# Hélder Costa
Hélder Wander Sousa de Azevedo e Costa (Luanda, 12 de enero de 1994), más conocido como Hélder Costa, es un futbolista angoleño. Juega de delantero y su equipo es el Yunnan Yukun F. C. de la Superliga de China.

## Trayectoria
Se formó en la cantera del S. L. Benfica, con el que llegó a debutar en la Primeira Liga en 2013.[cita requerida]
El 20 de enero de 2015 se hizo oficial su cesión al R. C. Deportivo de La Coruña para la temporada 2014-15. Debutó en la jornada 22, en una victoria frente a la S. D. Eibar en casa (2-0).
Tras jugar una temporada cedido en el A. S. Monaco F. C., volvió a ser cedido por el S. L. Benfica el 29 de julio de 2016 al Wolverhampton Wanderers F. C. inglés por una temporada. Estos lo acabaron fichando en enero de 2017 por 13 millones de libras, siendo el traspaso más alto pagado por los Wolves.
El 3 de julio de 2019 firmó por el Leeds United F. C. en calidad de cedido, con la obligación de comprarlo al año siguiente.
El 31 de agosto de 2021 fue cedido al Valencia C. F. durante una temporada. La siguiente se fue al Al-Ittihad, donde iba a volver a ser entrenado por Nuno Espirito Santo. Tras este segundo préstamo regresó a Leeds y en octubre de 2023 llegó a un acuerdo para rescindir su contrato.
Después de unos meses sin equipo, el 1 de agosto de 2024 regresó al fútbol luso al firmar por un año con el G. D. Estoril Praia. Este no lo completó allí, ya que en enero fue traspasado al Yunnan Yukun F. C.

## Selección nacional
Internacional con Portugal en categorías inferiores, el 14 de octubre de 2018 debutó con la selección absoluta anotando el primer gol del encuentro ante Escocia. Posteriormente decidió jugar con Angola, y el 12 de noviembre de 2021, día de su estreno, marcó ante Egipto en un partido de clasificación para el Mundial 2022.

## Estadísticas

### Clubes
Actualizado al último partido jugado el 18 de enero de 2025.
| Club                                     | Div.          | Temporada     | Liga  | Liga  | Copas nacionales | Copas nacionales | Copas internacionales | Copas internacionales | Total | Total |
| Club                                     | Div.          | Temporada     | Part. | Goles | Part.            | Goles            | Part.                 | Goles                 | Part. | Goles |
| ---------------------------------------- | ------------- | ------------- | ----- | ----- | ---------------- | ---------------- | --------------------- | --------------------- | ----- | ----- |
| S. L. Benfica "B" Portugal               | 2.ª           | 2012-13       | 12    | 0     | —                | —                | —                     | —                     | 12    | 0     |
| S. L. Benfica "B" Portugal               | 2.ª           | 2013-14       | 37    | 8     | —                | —                | —                     | —                     | 37    | 8     |
| S. L. Benfica Portugal                   | 1.ª           | 2013-14       | 0     | 0     | 1                | 0                | 0                     | 0                     | 1     | 0     |
| S. L. Benfica Portugal                   | Total club    | Total club    | 0     | 0     | 1                | 0                | 0                     | 0                     | 1     | 0     |
| S. L. Benfica "B" Portugal               | 2.ª           | 2014-15       | 23    | 7     | —                | —                | —                     | —                     | 23    | 7     |
| S. L. Benfica "B" Portugal               | Total club    | Total club    | 72    | 15    | 0                | 0                | 0                     | 0                     | 72    | 15    |
| R. C. Deportivo de La Coruña · España    | 1.ª           | 2014-15       | 6     | 0     | —                | —                | —                     | —                     | 6     | 0     |
| R. C. Deportivo de La Coruña · España    | Total club    | Total club    | 6     | 0     | 0                | 0                | 0                     | 0                     | 6     | 0     |
| A. S. Monaco F. C. Francia               | 1.ª           | 2015-16       | 25    | 3     | 3                | 2                | 0                     | 0                     | 28    | 5     |
| A. S. Monaco F. C. Francia               | Total club    | Total club    | 25    | 3     | 3                | 2                | 0                     | 0                     | 28    | 5     |
| Wolverhampton Wanderers F. C. Inglaterra | 2.ª           | 2016-17       | 35    | 10    | 5                | 2                | —                     | —                     | 40    | 12    |
| Wolverhampton Wanderers F. C. Inglaterra | 2.ª           | 2017-18       | 36    | 5     | 3                | 0                | —                     | —                     | 39    | 5     |
| Wolverhampton Wanderers F. C. Inglaterra | 1.ª           | 2018-19       | 25    | 1     | 5                | 1                | —                     | —                     | 30    | 2     |
| Wolverhampton Wanderers F. C. Inglaterra | Total club    | Total club    | 96    | 16    | 13               | 3                | 0                     | 0                     | 109   | 19    |
| Leeds United F. C. Inglaterra            | 2.ª           | 2019-20       | 43    | 4     | 3                | 1                | —                     | —                     | 46    | 5     |
| Leeds United F. C. Inglaterra            | 1.ª           | 2020-21       | 22    | 3     | 1                | 0                | —                     | —                     | 23    | 3     |
| Leeds United F. C. Inglaterra            | 1.ª           | 2021-22       | 1     | 0     | 1                | 0                | —                     | —                     | 2     | 0     |
| Leeds United F. C. Inglaterra            | Total club    | Total club    | 66    | 7     | 5                | 1                | 0                     | 0                     | 71    | 8     |
| Valencia C. F. · España                  | 1.ª           | 2021-22       | 22    | 0     | 5                | 0                | —                     | —                     | 27    | 0     |
| Valencia C. F. · España                  | Total club    | Total club    | 22    | 0     | 5                | 0                | 0                     | 0                     | 27    | 0     |
| Al-Ittihad Arabia Saudita                | 1.ª           | 2022-23       | 18    | 3     | 2                | 0                | —                     | —                     | 20    | 3     |
| Al-Ittihad Arabia Saudita                | Total club    | Total club    | 18    | 3     | 2                | 0                | 0                     | 0                     | 20    | 3     |
| G. D. Estoril Praia Portugal             | 1.ª           | 2024-25       | 13    | 1     | 0                | 0                | —                     | —                     | 13    | 1     |
| G. D. Estoril Praia Portugal             | Total club    | Total club    | 13    | 1     | 0                | 0                | 0                     | 0                     | 13    | 1     |
| Yunnan Yukun F. C. China                 | 1.ª           | 2024-25       | 0     | 0     | 0                | 0                | —                     | —                     | 0     | 0     |
| Yunnan Yukun F. C. China                 | Total club    | Total club    | 0     | 0     | 0                | 0                | 0                     | 0                     | 0     | 0     |
| Total carrera                            | Total carrera | Total carrera | 318   | 45    | 29               | 6                | 0                     | 0                     | 347   | 51    |
| 1.                                       |               |               |       |       |                  |                  |                       |                       |       |       |

### Selección nacional
Actualizado al último partido jugado el 4 de septiembre de 2014.
| Selección       | País     | Periodo   | Partidos (goles) |
| --------------- | -------- | --------- | ---------------- |
| Portugal sub-16 | Portugal | 2009      | 11 (0)           |
| Portugal sub-17 | Portugal | 2010      | 18 (4)           |
| Portugal sub-18 | Portugal | 2011      | 14 (1)           |
| Portugal sub-19 | Portugal | 2012-2013 | 6 (1)            |
| Portugal sub-21 | Portugal | 2014-     | 6 (3)            |

## Palmarés

### Títulos nacionales
| Título                      | Club                          | País           | Año     |
| --------------------------- | ----------------------------- | -------------- | ------- |
| Copa de la Liga de Portugal | S. L. Benfica                 | Portugal       | 2013-14 |
| EFL Championship            | Wolverhampton Wanderers F. C. | Inglaterra     | 2017-18 |
| EFL Championship            | Leeds United F. C.            | Inglaterra     | 2019-20 |
| Supercopa de Arabia Saudita | Al-Ittihad                    | Arabia Saudita | 2022    |
| Liga Profesional Saudí      | Al-Ittihad                    | Arabia Saudita | 2022-23 |